# Lambityeco
Lambityeco est un site archéologique de la civilisation zapotèque situé dans l'État de Oaxaca, au Mexique, à 2 km de la municipalité de Tlacolula de Matamoros. Son apogée se situe entre 600 et 750 apr. J.-C., période au cours de laquelle la localité était la principale productrice de sel des vallées centrales de Oaxaca.

## Étymologie
Lambityeco est un nom d'origine zapotèque. Il existe deux hypothèses sur son étymologie. Le nom viendrait de lambi, déformation du mot espagnol alambique (alambic), et de pytec qui signifie « colline », faisant de Lambityeco les « collines d'alambic », en référence sans doute aux fours où on faisait bouillir l'eau pour en obtenir le sel. Selon l'autre hypothèse, Lambityeco viendrait d'un mot zapotèque déformé et signifierait « colline creuse ».

## Histoire
La période d'occupation de Lambityeco s'étend sur presque deux mille ans, d'environ 750 av. J.-C. jusqu'à 1200 apr. J.-C.. Le site est contemporain de l'hégémonie de Monte Albán, époque durant laquelle Lambityeco s'insère dans les réseaux commerciaux en se spécialisant dans la production de sel, obtenu par évaporation de l'eau du Río Salado. À son apogée dans les années 600-750 apr. J.-C., la localité assure jusqu'à 90 % de la production du sel consommé dans la région des vallées centrales de Oaxaca.
Le site continue à prospérer après le déclin de Monte Albán en s'affranchissant de sa tutelle,.

## Description
Le site de Lambityeco s'étend sur 117 hectares et comprend 197 monticules dont deux dépassant les dix mètres de hauteur et quatre-vingt-dix mesurant entre un et dix mètres de haut. Les monticules correspondent à différentes étapes de la construction de la ville et 141 d'entre eux présentent des traces d'occupation humaine, répartis sur 65 hectares. La population est estimée à 3 000 habitants.

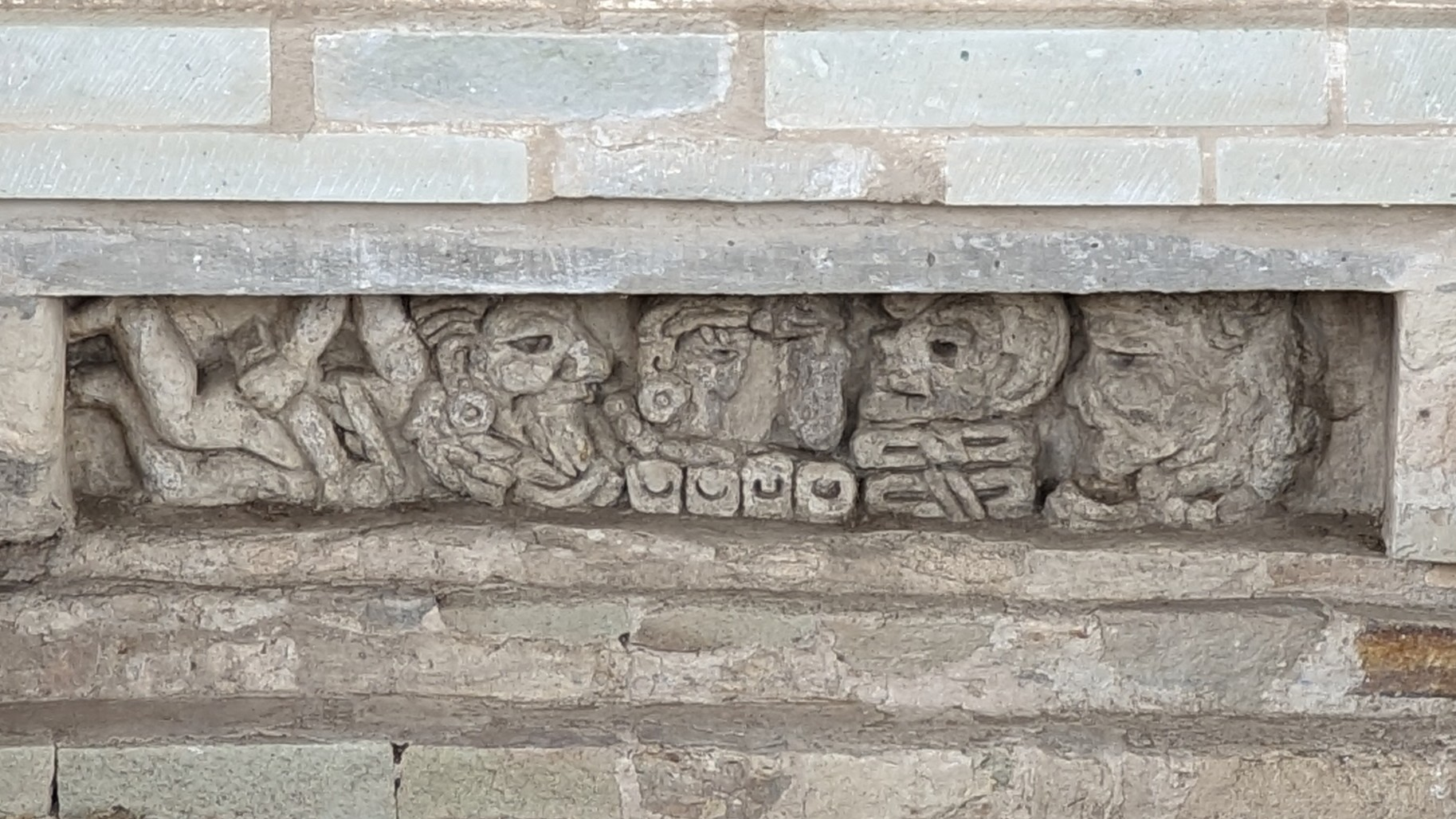
Une frise représentant un cacique et son épouse.
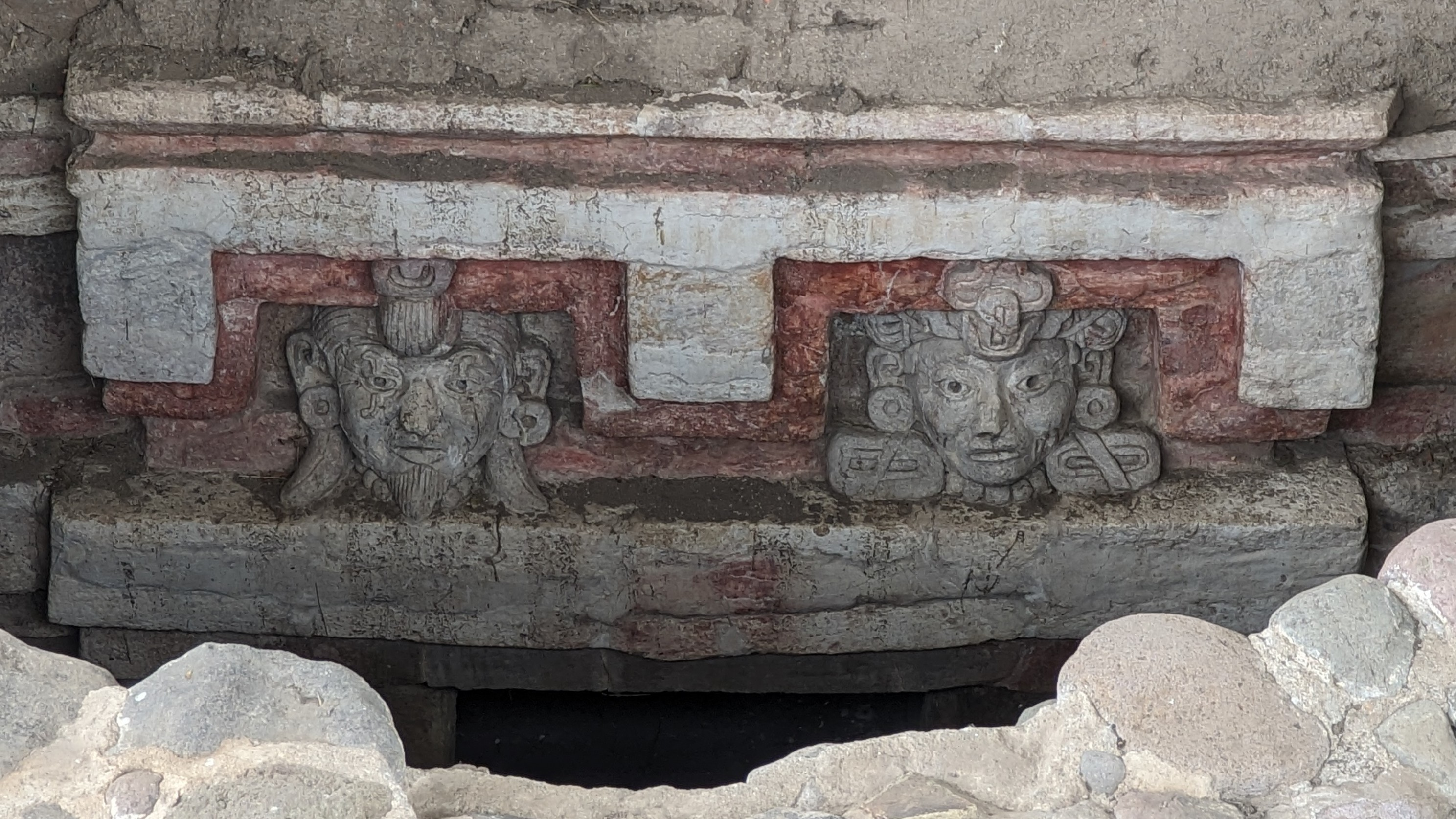
Entrée de la tombe 6 avec une représentation des défunts.
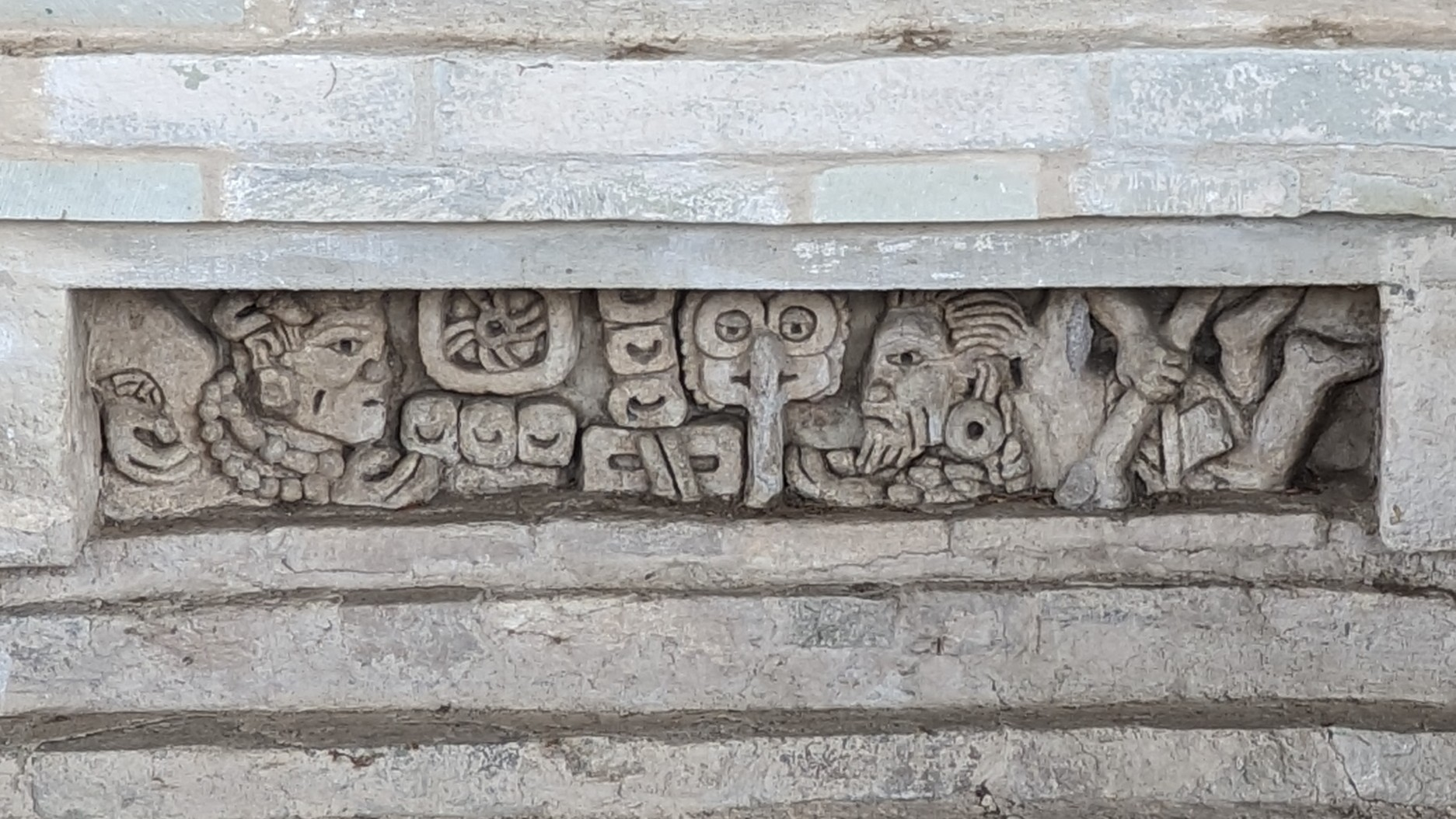
Une frise représentant un cacique et son épouse.